# 溶媒効果
化学において、溶媒効果（ようばいこうか、英: Solvent effects）とは反応性もしくは分子の会合に対して溶媒が及ぼす影響を指す。溶媒は溶解度、安定性、反応速度に影響を及ぼすため、適切な溶媒を選択することにより化学反応を熱力学的・速度論的に制御できる。

## 安定性に対する影響
溶媒は反応物や生成物の安定性に影響を与え、平衡定数を変化させる。平衡はより安定化される物質の側に偏る。反応物および生成物の安定化は溶媒との、水素結合や双極子-双極子相互作用、ファンデルワールス相互作用を始めとする、分子間相互作用により起こる。

### 酸塩基平衡
酸と塩基の電離平衡は溶媒変化の影響を受ける。溶媒の影響はその酸性もしくは塩基性によるものだけではなく、比誘電率や溶解度の選好からくる酸塩基平衡に関わる特定の化学種の安定化などによる影響がありうる。したがって、溶解度や比誘電率の変化は酸性および塩基性に影響を与える。
| 溶媒                 | 比誘電率 |
| -------------------- | -------- |
| アセトニトリル       | 37       |
| ジメチルスルホキシド | 47       |
| 水                   | 78       |

上表から、極性の最も強い溶媒は水であり、次がジメチルスルホキシド (DMSO)、そしてアセトニトリルの順であることがわかる。次の酸解離平衡について考える。
HA  A− + H+,
水は上に挙げたうちで最も極性の強い溶媒であるため、DMSOやアセトニトリルよりも強くイオン性化学種を安定化する。イオン化、そして酸性は水中で最も大きく、DMSO、アセトニトリルでより弱い。25 °C のアセトニトリル (ACN) 、DMSO、水中における  pKa の値を下表に挙げる。
| HA A− + H+             | ACN   | DMSO | 水    |
| ---------------------- | ----- | ---- | ----- |
| p-トルエンスルホン酸   | 8.5   | 0.9  | 強    |
| 2,4-ジニトロフェノール | 16.66 | 5.1  | 3.9   |
| 安息香酸               | 21.51 | 11.1 | 4.2   |
| 酢酸                   | 23.51 | 12.6 | 4.756 |
| フェノール             | 29.14 | 18.0 | 9.99  |

### ケト・エノール平衡
様々な 1,3-ジカルボニル化合物は下式で表されるケト-エノール互変異性を示す。
この互変異性は環状エノール型（シス型）とジケト型との間の平衡となることが最も多い。互変異性の平衡定数は次のように表式化される。
{\displaystyle K_{\mathrm {T} }={\frac {[cis-enol]}{[diketo]}}}
アセチルアセトンの互変異性平衡定数は次のように溶媒効果を受ける。
| 溶媒               | KT   |
| ------------------ | ---- |
| 気相               | 11.7 |
| シクロヘキサン     | 42   |
| テトラヒドロフラン | 7.2  |
| ベンゼン           | 14.7 |
| エタノール         | 5.8  |
| ジクロロメタン     | 4.2  |
| 水                 | 0.23 |

上記の表から、極性の低い溶媒中ではシス-エノール型が支配的であり、極性の高い溶媒中でジケト型が支配的であることが見てとれる。シス-エノール型に生じる分子内水素結合は、分子間水素結合の相手が存在しない場合により顕著である。結果として、分子間水素結合の相手となりにくい極性の低い溶媒では分子内水素結合による安定化が起きる。

## 反応速度に対する影響
しばしば、反応性と反応機構は孤立分子のふるまいとして描かれ、溶媒は不活性な支持体として扱われる。しかし、溶媒は実際に反応速度および反応次数に影響を与えることがある。

### 平衡溶媒効果
溶媒は反応速度に遷移状態理論に基づいて説明できる平衡溶媒効果を与える。要点を言えば、反応速度は始状態と遷移状態とで異なる溶媒和に起因する溶媒の影響を被る。反応物分子が遷移状態に移行する際、溶媒分子は再配向して遷移状態を安定化する。遷移状態が始状態よりもより大きく安定化されるとき、反応速度は上昇する。始状態が遷移状態よりも大きく安定化されるとき、反応速度は低下する。しかし、溶媒和が異なるためには、溶媒再配向緩和（遷移状態配向から基底状態配向へ逆行）が十分に速い必要がある。したがって、平衡溶媒効果は鋭い障壁と弱い双極子を持ち、緩和の速い溶媒において観測される傾向にある。

### 摩擦溶媒効果
遷移状態理論があてはまらないほど非常に速い反応に対しては平衡仮説はあてはまらない。そのような場合で強い双極子を持ち、緩和の遅い溶媒が関わる場合、反応速度について遷移状態の溶媒和はあまり大きな役割を演じない。その代わり、溶媒の動力学的寄与（摩擦、密度、内圧、粘性）が反応速度への影響において大きな役割を果たす。

## ヒューズ・インゴールド則
脱離反応および求核置換反応に対する溶媒効果はイギリスの化学者エドワード・D・ヒューズとクリストファー・ケルク・インゴールドにより初めて研究された。 始状態と遷移状態におけるイオンもしくは双極子を持つ分子と溶媒との純粋に静電相互作用のみを考慮する単純な溶媒和モデルを用いて、全ての求核置換反応と脱離反応は異なる荷電分類（中性、正電荷、負電荷）に組織化される。ヒューズとインゴールドは溶媒和の程度について次のような状況で期待されるいくつかの仮定を置いた。
- 電荷が大きいほど溶媒和は大きい
- 非局在化が強いほど溶媒和は小さい
- 電荷の損失は電荷の分散よりも溶媒和を小さくする

これらの一般的仮定を置くと次のような効果が当てはまる。
- 溶媒の極性が大きいと、中性もしくは弱い電荷を帯びた反応物と比べて電荷の大きい活性錯体を持つ反応の反応速度は加速される。
- 溶媒の極性が大きいと、反応物に比べて電荷が少ない活性錯体を持つ反応は減速される。
- 溶媒の極性が変化しても、反応物の電荷と活性錯体の電荷とが同一かほとんど変わらないような反応の反応速度には影響がない。

## 反応例

### 置換反応
置換反応に使用される溶媒は求核剤の求核性を決定する。この事実は、気相で行われる反応が増えるにつれて、より明らかとなってきている。このように、溶媒条件は反応の進行に顕著な影響を与える。溶媒条件によって反応機構の選好性が逆転する場合もある。SN1反応の場合、中間体であるカルボカチオンを溶媒が安定化できるかどうかが溶媒を使うことができるかどうかにおいて直接的に重要である。極性溶媒が SN1 反応の反応速度を加速することは、極性溶媒が反応中間体、すなわちカルボカチオンに溶媒和し、活性化エネルギーが低下する結果である。次の表はtert-ブチルクロリドの加溶媒分解反応速度を酢酸 (CH3CO2H)、メタノール (CH3OH)、水 (H2O) を溶媒として比較したものである。
| 溶媒    | 比誘電率 ε | 相対速度 |
| ------- | ---------- | -------- |
| CH3CO2H | 6          | 1        |
| CH3OH   | 33         | 4        |
| H2O     | 78         | 150,000  |

SN2反応の場合はこれとは全く異なり、求核剤が溶媒和を受けない場合にSN2反応の反応速度は加速される。SN1では遷移状態が安定化され、SN2では反応物が不安定化されるが、どちらの場合でも活性化エネルギー ΔG‡ の低下により反応が加速される。この関係は ΔG = −RT ln K（ギブズの自由エネルギー）によるものである。 SN2反応は2分子反応であり、反応速度は求核剤に一次、求電子剤に一次の依存性を示す。SN2反応およびSN1反応のどちらの反応機構も可能である場合、決定因子は求核剤の強さである。求核性と塩基性は連動しており、分子の求核性が高まれば求核剤の塩基性は高くなる。この塩基性の高まりは、溶媒がプロトン性のSN2反応機構において問題を引き起こす。プロトン性溶媒は塩基的性質を持つ強い求核剤と酸塩基反応を起こし、したがって求核剤の求核的性質を低減もしくは除去してしまう。次の表に、n-ブチルブロミドとアジ化物イオン N−
3 とのSN2反応における、反応速度への溶媒極性の影響を示す。プロトン性溶媒から非プロトン性溶媒へ変更した際の総反応速度の増加に注目されたい。この差は強い求核剤がプロトン性溶媒とは酸塩基反応を起こし、非プロトン性溶媒とは起こさないために生じる。反応速度への影響として、溶媒効果の他にも立体障害効果を忘れてはならない。しかし、SN2反応速度への溶媒極性の影響を見る際には、立体障害は無視してよい。
| 溶媒  | 比誘電率 ε | 相対速度 | 種別         |
| ----- | ---------- | -------- | ------------ |
| CH3OH | 33         | 1        | プロトン性   |
| H2O   | 78         | 7        | プロトン性   |
| DMSO  | 49         | 1,300    | 非プロトン性 |
| DMF   | 37         | 2800     | 非プロトン性 |
| CH3CN | 38         | 5000     | 非プロトン性 |

SN1反応とSN2反応を比較した図を下に示す。左半分はSN1反応の反応座標図である。極性溶媒反応条件の場合に ΔG‡activation が低下していることに注目されたい。これは極性溶媒がカルボカチオン中間体の生成を非極性溶媒に比べて大きく安定化することに起因する。ΔEa, ΔΔG‡activationを見れば明らかである。右半分は SN2 応の反応座標図である。非極性溶媒反応条件の場合に ΔG‡activation が低下していることに注目されたい。極性溶媒は求核剤の負電荷に溶媒和することにより、反応物を非極性溶媒に比べて大きく安定化し、求電子剤との反応を難しくする。

### 遷移金属触媒反応
正負問わず電荷を帯びた遷移金属錯体の関わる反応は溶媒和により、特に極性媒質の溶媒和により劇的な影響を受ける。金属種の電荷が化学的変形中に変化する場合、ポテンシャルエネルギー面の 30–50 kcal/mol もの変化が計算されている。

### フリーラジカル合成
多くのフリーラジカルに基づく合成が大きな速度論的溶媒効果を示し、反応速度が低下したり計画された反応が非選好経路となったりする。